# Rod i familien - del 2
|  | Denne artikel er oprettet af botten PalnaBot ud fra en ekstern database. Den kan derfor have sproglige fejl eller mangler. Denne skabelon kan fjernes efter kontrol af indholdet. |

Rod i familien - del 2 er en film instrueret af Anja Dalhoff.

## Handling
»Rod i familien« handler om forældre til børn, der enten er tvangsfjernet - eller frivilligt anbragt uden for hjemmet. Anden del af dokumentarfilmen følger familierne efter opholdet på Skodsborg Observationshjem. Den nyfødte Mark oplever i de første otte måneder af sit liv otte miljøskift, og myndighederne har meget svært ved at blive enige om, hvad der er bedst for den lille dreng. I to andre familier følges processen hen imod at skulle acceptere en plejefamilie. Forløbene beskriver de vanskeligheder og den smerte forældrene oplever ved at erkende, at de ikke kan beholde deres barn, men må videregive det til en anden familie.